# Мірув (Малопольське воєводство)
Мірув (пол. Mirów) — село в Польщі, у гміні Альверня Хшановського повіту Малопольського воєводства.
Населення — 311 осіб (2011).
У 1975-1998 роках село належало до Краківського воєводства.

## Демографія
Демографічна структура станом на 31 березня 2011 року:
|          | Загалом | Допрацездатний вік | Працездатний вік | Постпрацездатний вік |
| -------- | ------- | ------------------ | ---------------- | -------------------- |
| Чоловіки | 151     | 27                 | 107              | 17                   |
| Жінки    | 160     | 36                 | 98               | 26                   |
| Разом    | 311     | 63                 | 205              | 43                   |